# Красносілка (Лугинська селищна громада)
Красносі́лка (до 1946 року — Колонія Бобричі) — село в Україні, у Коростенському районі Житомирської області. Населення становить 0 осіб.

## Історія
У 1906 році — колонія Бобричі Лугинської волості Овруцького повіту Волинської губернії. Відстань від повітового міста 57 верст. Дворів 71, мешканців 435.
У 1926—54 роках — адміністративний центр Красносільської сільської ради Лугинського району.